# Плотников, Максим Дмитриевич
Максим Дмитриевич Плотников (бел. Максім Плотнікаў; род. 28 января 1998, Пинск, Брестская область) — белорусский футболист, вратарь дзержинского «Арсенала» и сборной Беларуси.

## Биография

### Клубная карьера
Воспитанник СДЮШОР-3 (г. Пинск). С 2015 года выступал в молодёжном первенстве Беларуси за «Динамо» (Минск). За основную команду дебютировал 9 июля 2017 года в матче 1/16 финала Кубка Беларуси с клубом «Чисть» (4:0). Вскоре игрок был отдан в аренду до конца сезона в клуб первой лиги «Луч» (Минск), с которым стал победителем первого дивизиона и вышел в Премьер-лигу. Зимой аренда была продлена и сезон 2018 Плотников начал с «Лучом» в высшей лиге. Летом 2018 года вновь был отдан в аренду в другой клуб высшей лиги «Торпедо-БелАЗ», где выступал до конца сезона. С 2019 года является основным вратарём минского «Динамо». В июле 2020 продлил контракт со столичным клубом. Начиная с лета 2020 стал реже выходить на поле из за травм, а в сезоне 2021 года на поле вратарь так и не вышел, только иногда появляясь на лавке запасных. В декабре 2021 года покинул «Динамо» (Минск).
В феврале 2022 года перешёл в солигорский «Шахтёр». Контракт игрока с клубом заключён сроком на 2 года. По итогу сезона стал чемпионом Высшей Лиги. В январе 2023 года расторг с клубом контракт из-за задолженностей по зарплате.
В феврале 2023 года футболист перешёл в казахстанский клуб «Каспий».
Зимой 2025 года проходил просмотр в польской «Варте», который оказался безуспешным. Впоследствии перешел в мозырскую «Славию».

### Карьера в сборной
В основную сборную Беларуси впервые был вызван в сентябре 2019 года. Дебютировал за сборную 9 сентября в товарищеском матче со сборной Уэльса (0:1), в котором провёл на поле все 90 минут.

## Достижения
«Луч» Минск
- Победитель Первой Лиги: 2017

«Шахтёр» Солигорск
- Победитель Высшей Лиги: 2022[a]